# Jules Tchimbakala
Pour les articles homonymes, voir Tchimbakala.
Jules Tchimbakala est un footballeur congolais, né le 15 janvier 1971 à Pointe-Noire. Il évolue au poste de défenseur du début des années 1990 à la fin des années 1990.
Après des débuts au Paris FC, il évolue trois ans au Toulouse FC avant de finir sa carrière au Mans UC 72. Il compte sept sélections avec l'équipe nationale du Congo, dont trois au cours de la phase finale de la Coupe d'Afrique des Nations 2000.

## Carrière
Jules Tchimbakala nait le 15 janvier 1971 à Pointe-Noire, il est le neveu de Gervais Tchimbakala Ouelo, international congolais et joueur de l'Étoile du Congo. En 1990, il fait ses débuts en équipe première au Paris FC en Division 3, il dispute lors de cette saison cinq rencontres pour un but marqué. Il s'impose comme titulaire l'année suivante et en janvier 1992, le sélectionneur congolais envisage de l’appeler en équipe nationale pour disputer la Coupe d'Afrique des nations. Il renonce à la sélection pour préserver ses chances d'obtenir un contrat professionnel.
Il rejoint en 1995 les rangs professionnels en signant au Toulouse FC en division 2. Avec les Toulousains, il dispute 58 rencontres de Division 2 au cours de ses deux premières saisons et termine vice-champion de France de Division 2 en 1997. L'année suivante, il joue onze matchs en division 1 puis s'engage avec le MUC 72 en 1998 où il ne parvient pas à s'imposer, ne jouant que dix rencontres de championnat.
Après une saison sans club,, il est sélectionné en janvier 2000 pour la Coupe d'Afrique des Nations par le sélectionneur David Memy,. Il dispute les trois rencontres du groupe D face au Maroc, défaite un but à zéro, au Nigeria, match nul sans buts et face à la Tunisie, défaite un but à zéro également. En avril 2000, il dispute avec la sélection une rencontre face à la Guinée équatoriale comptant pour les éliminatoires de la Coupe du monde de football 2002. Les Congolais s'imposent sur le score de deux buts à un.
Jules Tchimbakala effectue, en juillet 2000, des essais au Paris FC, puis au Walsall FC, tous les deux non concluants. Le 3 septembre, il dispute un autre match avec les « Diables rouges du Congo » face à l'Afrique du Sud, une défaite deux buts à un, puis fin septembre, réalise un nouvel essai au MK Dons qui s'avère également non concluant. En 2001, il dispute ces deux dernières rencontres en équipe nationale comptant pour les éliminatoires de Coupe d'Afrique des nations 2002. En juin, les Congolais font match nul, un score nul et vierge, avec l'Afrique du Sud puis en juillet, ils s'inclinent lourdement six buts à zéro face à la Tunisie. Il rejoint ensuite les rangs du championnat de football entreprise et évolue en 2002 avec l'équipe de France Telecom Issy.
Jules Tchimbakala retrouve les rangs professionnels en 2004 au sein du club écossais de Raith Rovers. Blessé en début de saison, il ne dispute aucune rencontre avec l'équipe et en février 2005, il quitte le club. Il met fin à sa carrière professionnelle et retourne alors dans la région toulousaine. Il s'engage en juillet 2005 avec l’Étoile Sportive Saint-Simon, club de division d'honneur de Midi-Pyrénées puis évolue ensuite dans différents clubs de la Ligue de Midi-Pyrénées,.

## Palmarès
- Vice-champion de France de division 2 en 1997 avec le Toulouse FC
- Sept sélections avec le Congo[17].

## Statistiques
Le tableau ci-dessous retrace la carrière professionnelle de Jules Tchimbakala,,.
| Saison                | Club                  | Championnat           | Championnat | Championnat | Coupe nationale | Coupe nationale | Coupe de la Ligue | Coupe de la Ligue | Total | Total |
| Saison                | Club                  | Division              | M.          | B.          | M.              | B.              | M.                | B.                | M.    | B.    |
| 1990 - 1991           | Paris FC              | Division 3            | 5           | 1           | -               | -               | -                 | -                 | 5     | 1     |
| 1991 - 1992           | Paris FC              | Division 3            | 24          | 0           | -               | -               | -                 | -                 | 24    | 0     |
| 1992 - 1993           | Paris FC              | Division 3            | 25          | 0           | -               | -               | -                 | -                 | 25    | 0     |
| 1993 - 1994           | Paris FC              | National 1            | 29          | 0           | 1               | 1               | -                 | -                 | 30    | 1     |
| 1994 - 1995           | Paris FC              | National 1            | 33          | 3           | -               | -               | -                 | -                 | 33    | 3     |
| 1995 - 1996           | Toulouse FC           | Division 2            | 37          | 1           | -               | -               | 1                 | 0                 | 38    | 1     |
| 1996 - 1997           | Toulouse FC           | Division 2            | 21          | 0           | 1               | 0               | -                 | -                 | 22    | 0     |
| 1997 - 1998           | Toulouse FC           | Division 1            | 11          | 0           | -               | -               | -                 | -                 | 11    | 0     |
| 1998 - 1999           | Toulouse FC           | Division 1            | 10          | 0           | 2               | 0               | 1                 | 0                 | 13    | 0     |
| Total sur la carrière | Total sur la carrière | Total sur la carrière | 195         | 5           | 4               | 1               | 2                 | 0                 | 201   | 6     |